# Káptalan (csoport)

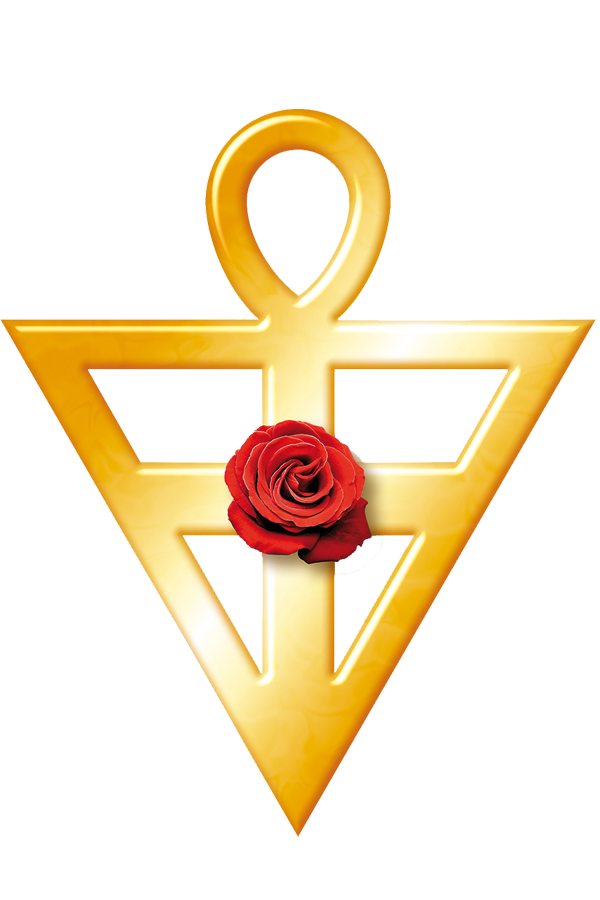
Az AMORC hivatalos jelképe

A Káptalan az egyiptomi és görög hagyományokat ápoló Rózsakeresztes rend testületi szerve (azaz helyi szervezeti egysége). Taglétszámát tekintve az Pronaosz csoportot követi.

## Szervezeti felépítése
Általában egy Pronaosz csoportból alakítják meg, mikor annak aktív taglétszáma tartósan meghaladja a 30 főt. 30-35 fő rendszeres részvétele estén már stabil testületi szervről beszélhetünk. A Káptalant a Mester vezeti, akinek a munkáját tisztségviselők segítik. A rituálék a Legfelsőbb Nagypáholy által jóváhagyott Kézikönyv alapján, egységes keretek között zajlanak a világ minden részén.

## Tevékenységek
Tevékenységének, a Rendhez hasonlóan nincs vallásos jellege, célja a rózsakeresztes tanítások közös gyakorlása, mely szertartást, közös meditációt is magában foglal. Általában havonta legalább egy rendezvényt tartanak, a csoport által önállóan meghatározott - előre meghirdetett - időpontokban. Ezen kívül Nyílt Napokat, kirándulásokat, esetenként nyilvános előadásokat szerveznek. A Káptalan által tartott rituálék szimbolikájukban és összetettségükben már majdnem elérik a Páholy szertartások szintjét.

## Magyarországon
Hazánkban jelenleg nem működik rózsakeresztes Káptalan. A káptalanná váláshoz legközelebb a budapesti Rákóczi Pronaosz áll, de egyelőre még nem érte el az aktív részvétel tartósan a 30 főt.

## Lásd még
- Az AMORC hivatalos portálja
- Az AMORC magyarországi weboldala